# Birkstraat 114 (Soest)
Birkstraat 114 is een gemeentelijk monument aan de Birkstraat tussen Amersfoort en Soest in de provincie Utrecht.
De oude langhuisboerderij uit de tweede helft van de 18e eeuw werd in 1879 verbouwd blijkens de steen naast de voordeur: Adrianus Hilhorst-oud 15 jaar-1 mei 1879.
In het midden van de symmetrische voorgevel bevinden zich naast de deur in het midden twee zesruits vensters. In de voorkamer is een oud tegeltableau. In de kelder met troggewelf zijn gietijzeren balken, pelkelbakken en een plavuizen vloer. Links van de boerderij is de kaasmakerij.
Aan de overkant van de Biltseweg staat de schaapskooi die bij de boerderij hoort.